# Naveed Baig
Naveed Baig (født 19. marts 1975 i Glostrup) er en dansk muslim og imam. Han er Danmarks første hospitalsimam. Han har i en årrække været imam og koordinator for Etnisk Ressourceteam på Rigshospitalet, og er hyppigt omtalt i danske medier.

## Baggrund og uddannelse
Baig har dansk-pakistansk baggrund, idet hans forældre kom til Danmark fra Pakistan i 1973. Han er født i 1975 i Glostrup og opvokset der og i Brøndby Strand.
Han har læst islamiske studier og teologi i Islamabad i Pakistan, hvilket han afsluttede med en bachelorgrad i teologi i 2003. Efterfølgende har han taget uddannelse i muslimsk omsorgsarbejde fra Markfield Institute of Higher Education i Leicester, England, som han afsluttede med et Chaplaincy Certificate i 2006.
I 2015 afsluttede Baig en fleksibel mastergrad i sjælesorg fra Det Teologiske Fakultet på Københavns Universitet, og har siden 2020 været ph.d.-studerende på Det teologiske fakultet på Universitet i Oslo.

## Fængselsimam og hospitalsimam
Baig har arbejdet som fængselsimam i Vridsløselille Statsfængsel fra 2004-2006, og var fra 2005 til 2020 hospitalsimam på Rigshospitalet og Herlev Hospital. I samme periode var han hospitalskoordinator på Etnisk Ressourceteam på Rigshospitalet. Siden 2005 har han været næstformand ved Islamisk-Kristent Studiecenter og siden 2012 også imam ved Dansk Islamisk Center, der fungerer som moske og community center på Frederiksberg.
Det er især i rollen som imam på Rigshospitalet, at Baig har fået offentlig opmærksomhed. Her var han som imam både bønneleder og sjælesørger, hvilket dannede grundlag for en tv-dokumentar på DR, Imamen på Riget fra 2018.

## Forskning
På Universitetet i Oslo forsker Baig i muslimske patienter på nordiske hospitaler, hvor hans fokus især er på troens og spiritualitetens rolle under sygdom og trængsler. Formålet med projektet er at belyse og udforske, hvilke typer spirituelle og religiøse tanker, der opstår blandt patienter med muslimsk baggrund, som er syge og i krisesituationer på nordiske hospitaler. Projektet bygger på interviews med muslimske patienter og sjælesørgere, og feltarbejde på hospitaler i Danmark, Sverige og Norge.

## Holdninger
Baig er sufitænker og mener ikke, at islam skal være en lovreligion. Det centrale er efter hans mening ikke de ydre religiøse regler, men det personlige forhold til Gud. Han har i mange år arbejdet for, at islam skal reformeres, når befolkningens levevilkår ændrer sig, og gå i dialog med de samfund, muslimerne bor i.
Baig er en af få danske imamer, der har udtalt sig om homoseksualitet. I 2013 bragte Ritzau en historie om Baig, hvor han som den eneste imam i Danmark offentligt har udtalt, at man godt kan være homoseksuel og muslim på samme tid. Flere offentligt kendte muslimer støttede synspunktet og bakkede op om Baigs virke.
I 2016 skrev Baig sammen med to andre imamer fra Dansk Islamisk Center, Waseem Hussain og Fatih Alev, en meget omtalt kronik i Jyllands-Posten, hvor de efterlyste en positiv dansk-muslimsk identitet, der både kunne opfattes og selv opfattede sig som en naturlig del af det nationale rød-hvide fællesskab.
Sammen med Kasper Mathiesen har Naveed Baig udgivet ’Dansk Muslimsk Manifest’ i 2020. Manifestet behandler i 43 punkter temaer som:
- Samfund og Identitet
- Køn og Familie
- Etik, Spiritualitet og Eksistens
- Tabuer og Udfordringer
- Det Religiøse Liv.[1]

### Naveed Baigs Danmarkskanon
I 2016 bad Politiken i forbindelse med udarbejdelsen af Danmarkskanonen en række danske muslimer nævne en række begreber og genstande, der fortalte, hvad Danmark var for dem. Baigs bidrag var:
1. Tekst: Koranen
2. Sted: Brøndby Strand
3. Person: N.F.S. Grundtvig
4. Ting: Den lille Havfrue
5. Tradition: Jul
6. Kunstværk: Michael Anchers maleri Den druknede
7. Ret: Rødspætte med remoulade og citron
8. Sang: Carl Viggo Meinckes Hvorfor er lykken så lunefuld
9. Foto: Pressefotografiet af den syriske flygtningepige og betjenten på motorvejen fra 2015
10. Digt: H.C. Andersens digt I Danmark er jeg født.[7]

## Hæder
I 2023 blev Baig optaget i Kraks Blå Bog.